# Gerardina Tjaberta van Ysselsteyn
Gerardina Tjaberta van Ysselsteyn, ook Gerardina Tjabertha van Ysselsteijn of van IJsselsteijn (Rotterdam, 12 september 1892 - Den Haag, 6 augustus 1975), was een Nederlands kunsthistorica, die gespecialiseerd was in de textielkunst. Ze schreef meerdere boeken over de Nederlandse textielgeschiedenis. Ze was onder meer bekend als kenner en restauratiedeskundige van historische wandtapijten. Daarmee was ze – naar eigen zeggen – in Nederland de enige wetenschappelijk geschoolde deskundige op dit gebied.

## Biografische schets
Gerardina Tjaberta van Ysselsteyn werd in 1892 geboren als oudste dochter van Hendrik Albert van IJsselsteyn (1860-1941) en Susanna Christi[e]na Hofstede (1865-1947). Haar vader was civiel ingenieur en van 1892 tot 1908 adjunct-directeur van Gemeentewerken in Rotterdam. Later werd hij bekend als minister van Landbouw, Nijverheid en Handel (1918-1922) en in die hoedanigheid in 1921 naamgever van het ontginningsdorp Ysselsteyn in De Peel. Zijn vrouw Susanna Christina Hofstede stamde uit een familie van Noord-Nederlandse notabelen, waartoe onder anderen de landdrost, prefect en gouverneur Petrus Hofstede (1755-1839) behoorde. Gerardina had een jongere broer, Hendrik, en een jongere zus, Maria Susanna. Ze studeerde waarschijnlijk geschiedenis aan de Rijksuniversiteit Leiden. Na haar studie werkte ze als lerares aan de hbs in Rotterdam.
Het is niet bekend wanneer Van Ysselsteyn haar promotieonderzoek over de Noord-Nederlandse tapijtweefkunst begon. Zij behoorde in de jaren 1930 in elk geval tot de eerste vrouwelijke promovendi, die actief waren op het nog jonge terrein van de kunstgeschiedenis. Van februari 1932 tot 15 april 1933 was Van Ysselsteyn werkzaam als volontaire bij Museum Boijmans Van Beuningen, waar ze zich bezighield met het registreren, en vervaardigen van een inventaris, van de verzameling porselein en aardewerk. In 1935 promoveerde ze bij professor Wilhelm Martin in Leiden op een studie getiteld Noordnederlandsche tapijten en hun ontwerpers: bijdrage tot de geschiedenis der Nederlandsche kunstnijverheid. Een jaar later verscheen het tweedelige boekwerk Geschiedenis der Tapijtweverijen in de Noordelijke Nederlanden. Van dit boek verscheen in 1937 in De Gids een uitgebreide boekbespreking door de kunstenares en docente jkvr. Eline Françoise Canter Cremers-van der Does (1896-1996).

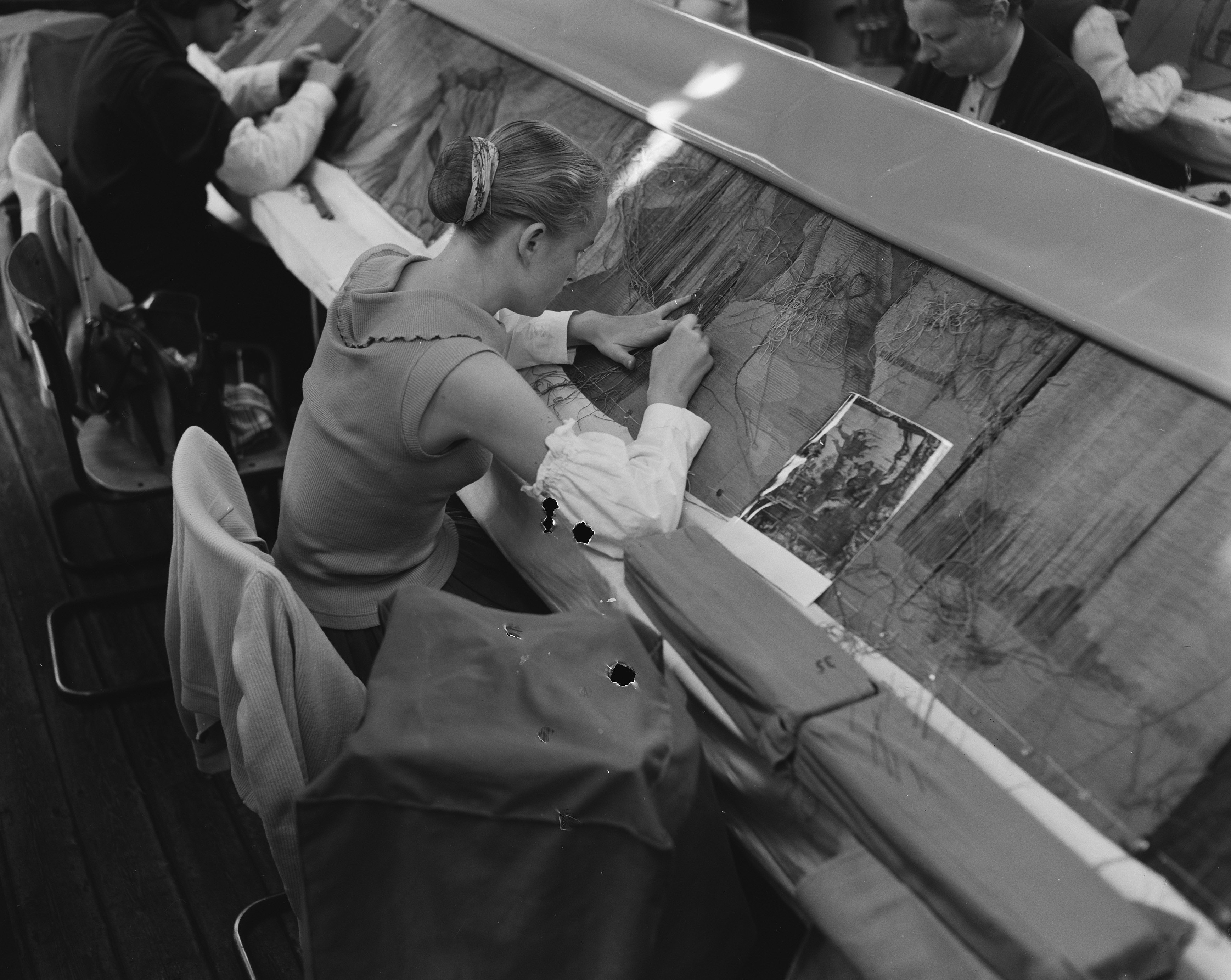
Restauratie Nijmeegse wandtapijten te Haarlem, 1956

In 1937 kreeg Van Ysselsteyn opdracht van het Nijmeegs gemeentebestuur om de deplorabele toestand van de zeventiende-eeuwse wandtapijten in het Stadhuis van Nijmegen te beoordelen. Na haar bezoek aan Nijmegen legde ze haar bevindingen vast in een rapport, dat er niet om loog. In verband met de toegenomen oorlogsdreiging werden in 1939-1940 alle wandtapijten uit het stadhuis verwijderd en opgeslagen in de speciaal daartoe ingerichte kunstbunker in de Sint-Pietersberg bij Maastricht. Daar hield Van Ysselsteyn hun conditie zo goed en zo kwaad mogelijk in de gaten. Twee gobelins van de serie Metamorfosen gingen nog tijdens de oorlog ter restauratie naar een in 1940 in gebruik genomen restauratieatelier van het Frans Halsmuseum in Haarlem, de Werkplaats tot Herstel van Antiek Textiel. Van Ysselsteyn gaf hier jarenlang leiding aan het omvangrijke restauratieproject. Door oorlogsomstandigheden, maar ook door interne conflicten in het atelier, duurde de restauratie van de dertien Nijmeegse gobelins veel langer dan gepland; pas in 1963 werd het project voltooid. Naar de mening van deskundigen is het behoud van de Nijmeegse tapijten te danken aan Van Ysselsteyn, die onvoorwaardelijk geloofde in de betekenis ervan.
Min of meer in diezelfde periode, van 1945 tot 1961, werkte Van Ysselsteyn in de Haarlemmer werkplaats aan de restauratie van de wandtapijten uit het Stadhuis van Maastricht. Het betrof twee series verdures uit 1705 en 1735, en een serie Mozestapijten uit 1737. De wandkleden werden schoongemaakt, gerestaureerd, ontbrekende stukken werden bijgeweven, en bewaard gebleven, versneden stukken werden verwerkt in een 'nieuw' bovendeurstuk. Na de restauratie werden de tapijten vrij hangend opgehangen, dus niet meer ingelijst, zoals daarvoor het geval was geweest. In 1957 publiceerde ze een artikel over de Maastrichtse Mozesserie in het Limburgse historische tijdschrift Publications de la Société Historique et Archéologique dans le Limbourg (PSHAL). Daarmee was zij de eerste vrouwelijke auteur van wie een bijdrage aan dit gerenommeerde tijdschrift werd geaccepteerd.
Naast de bestudering en restauratie van wandtapijten hield Van Ysselsteyn zich bezig met het onderzoek naar linnen en damast, en de productie daarvan in de Nederlanden. Zij publiceerde hierover in 1946 en 1962. Een 'vreemde eend in de bijt' was haar publicatie over Europees porselein in 1949, waarin ze veel aandacht besteedde aan de pogingen in Europa om het 'geheim' van het Chinese porselein te kraken. In 1961 baarde ze enig opzien door het 'kunsthistorisch bewijs' te leveren voor het auteurschap van Filips van Marnix van Sint-Aldegonde van het Wilhelmus.
Dr. G.T. van Ysselsteyn was ongehuwd. In 1975 overleed ze op 82-jarige leeftijd in haar woonplaats Den Haag. Ze was sinds 1957 ridder in de Orde van Oranje-Nassau.

## Bibliografie (selectie)

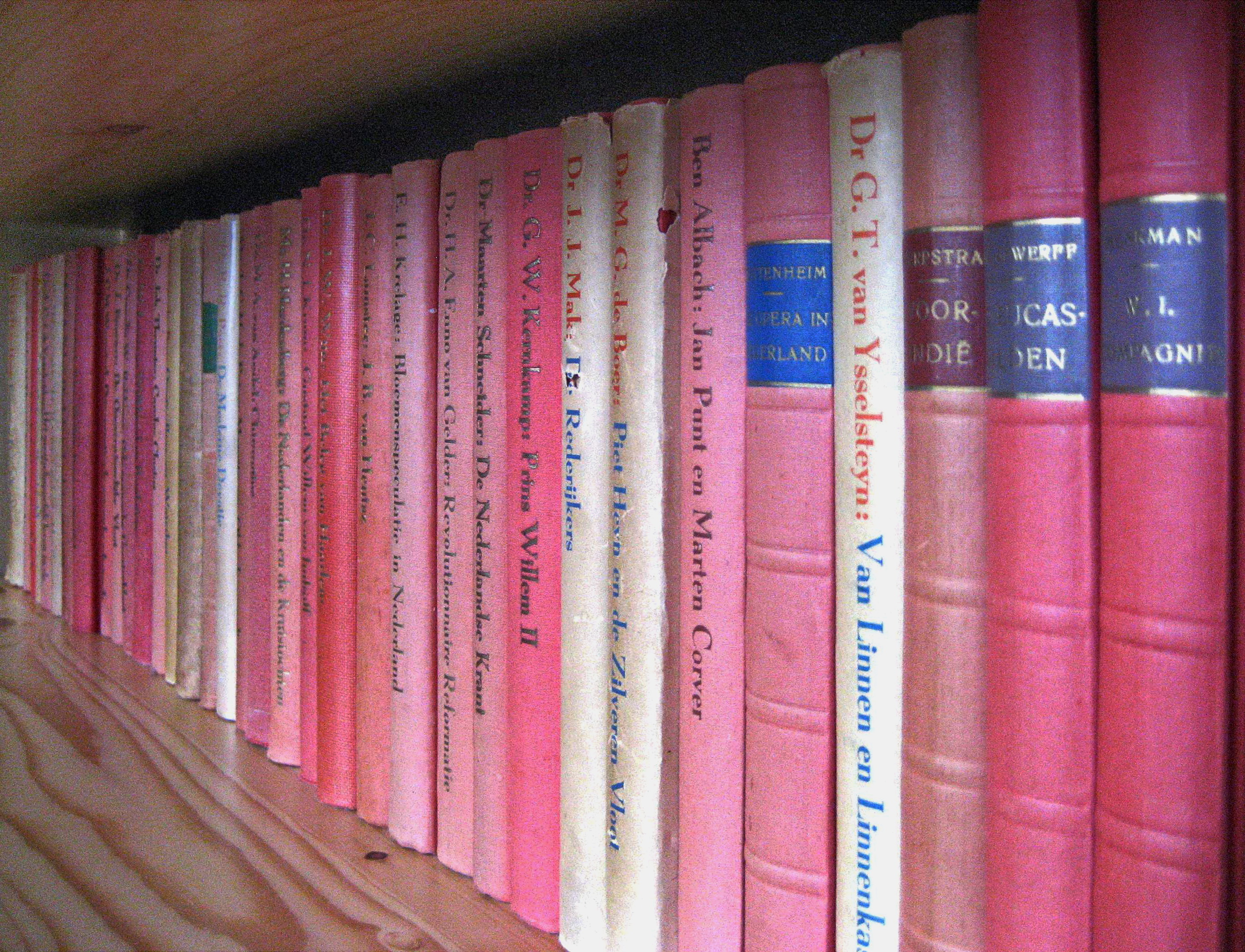
Een vrijwel complete Patria-Reeks met Van Ysselsteyns Van linnen en linnenkasten (4e van rechts)